# ريتشارد هانسون
ريتشارد هانسون هو سياسي كندي، ولد في 20 مارس 1879 في نيو برونزويك في كندا، وتوفي في 10 يوليو 1948. حزبياً، نشط في حزب كندا المحافظ. وقد انتخب زعيم المعارضة الرسمية ‏ (1940 – 1943) وانتخب عضو مجلس العموم الكندي.